# Шейх Муса Насри
Шейх Муса Насри Кебудрахенги (перс. شیخ موسی نثری کبودرآهنگی‎; 1881, Кедудрахенг, Иран — 1953, Тегеран, Иран) — иранский журналист, писатель

, педагог. Работал директором школы, стоял у истоков создания Литературного общества Хамадана, некоторое время был его руководителем.

## Детство
Шейх Муса Насри Кебудрахенги родился в деревне Дастджерд округа Кебудрахенг провинции Хамадан в семье Муллы Абдуллы, также известного как Муса Насри. Начальное образование получил дома — его обучением отец занимался лично. После завершения периода среднего образования Насри переехал в Хамадан, где изучал математику, философию, логику и теорию мистицизма, в которой достиг особых успехов.

## Деятельность
В течение нескольких лет Насри был директором средней школы в Хамадане, после этого возглавлял отдел северо-запада Ирана (Керманшах, Иранский Курдистан, Хамадан, Казвин) в департаменте образования. В тот период с его подачи в Хамадане открылось множество начальных и средних общеобразовательных учреждений, ежегодно проводились большие культурные мероприятия. После этого Насри переехал в Тегеран, где работал в приемной министерства культуры и был главным редактором газеты «Союз» (перс.  اتحاد‎ — Ettehād), в которой печатал собственные статьи про политику и социальную сферу жизни в Иране.

## Творчество
Муса Насри был одним из величайших прозаиков современной иранской литературы. Его стиль считается очень простым, и, возможно, именно это принесло ему известность в среде «простых людей». Его произведениям присущи новые сюжеты, необычные идеи и поразительная глубина раскрытия персонажей. Некоторые литераторы того времени черпали идеи из произведений Насри.
Он был одним из первых писателей, создававших произведения в европейском стиле. Наиболее популярными произведениями являются «Любовь и власть» (перс.  عشق و سلطنت‎ — Ešq-o soltanat) и «Временная сказка» (перс.  افسانه طی زمان‎ — Afsāne-ye tey-e zamān). Главное произведение автора называется «Маснави в прозе» (перс.  شرح و نثر مثنوی‎ — šarh-o nasr-e masnavi). Написанная простым языком, она в прозаической форме повествует о событиях книги «Маснави» великого персидского поэта Джалаладдина Руми, написанной в XIII веке. Это книга стала своего рода возрождением «Маснави» — написанная крайне сложным и полным архаизмов языком, она была непонятна для части населения Ирана. «Маснави в прозе» стала своего рода перерождением произведения великого суфия.

## Наука
Будучи преподавателем в школе, Насри вывел несколько новых законов и теорий:
- Нашел формулу решения трехчленных математических уравнений (первым человеком, решившим подобное уравнение, был персидский поэт и математик Омар Хайам), вывел некоторые геометрические формулы, которые стали известны как «правила Насри»;
- Разработал систему записи звуковых волн на бумаге;
- Собственноручно создал солнечные часы и установил их в пятничной мечети в Хамадане[4]
- Запатентовал прибор, чертящий эллипс внутри круга.

## Смерть
Муса Насри скончался в 1953 году в возрасте 72 лет.